# Kolegiata św. Bartłomieja Apostoła w Busseto
Kolegiata św. Bartłomieja Apostoła (wł. Collegiata di San Bartolomeo Apostolo) – rzymskokatolicka świątynia parafialna znajdująca się we włoskim mieście Busseto.

## Historia
Budowę rozpoczęto w 1339 roku na polecenie markiza Uberta Pallavicina na miejscu starszego kościoła. 17 września 1340 świątynię konsekrowano pw. św. Bartłomieja. 9 lipca 1436 bullą papieską ustanowiono ją siedzibą kapituły kolegiackiej, a w następnym roku rozpoczęto wznoszenie nowej kolegiaty, ukończonej w 1440 roku. W XVIII wieku wnętrze przebudowano w stylu rokokowym.

## Architektura i wyposażenie
Świątynia od zewnątrz jest gotycką, trójnawową bazyliką z nielicznymi elementami renesansowymi. Od wschodu zamyka ją wieloboczna absyda wsparta przyporami. Umieszczono na niej trzy okna: dwa ostrołukowe i jedną rozetę. Ramy okienne wykonano z terakoty. Wnętrze pokryte jest rokokową sztukaterią, wykonaną w latach 1753–1754 przez Fortunata Ruscę i Carla Bossiego. Nawę główną przykrywa sklepienie żebrowe. Na filarach zachował się XV-wieczny fresk przedstawiający Madonnę z Dzieciątkiem oraz średniowieczny fresk z wizerunkiem Chrystusa Odkupiciela. Do filarów przymocowane są kinkiety z 1767 roku, a w nawach bocznych znajduje się sześć konfesjonałów z 1795 roku. 
Prezbiterium i absyda zachowały gotycki charakter, dekorujące je freski ze scenami Męki Pańskiej z 1942 oraz witraże wykonał malarz Giuseppe Moroni. Klasycystyczne stalle autorstwa Francesca Gallego pochodzą z ok. 1805 roku. Ścianę absydy dekoruje obraz z wizerunkiem św. Bartłomieja pędzla Francesca Boccaccina. Ołtarz wykonał w XVIII wieku Giovanni Battista Febbrari. Pierwotnie w prezbiterium znajdowały się dwie empory po obu jego stronach – jedna mieściła organy, a z drugiej korzystał chór. W XX wieku obie rozebrano, a organy ustawiono na posadzce za ołtarzem. Od 1979 rozbudowany instrument znajduje się w jednej z kaplic bocznych.
Kaplice okalają z obu stron korpus nawowy. Poświęcone są: Matce Bożej Wniebowziętej (pierwotnie św. Antoniemu Opatowi), św. Józefowi (pierwotnie śś. Kosmie i Damianowi), Matce Bożej z Lourdes, Matce Bożej Różańcowej, Najświętszemu Sercu Pana Jezusa (pierwotnie Najświętszemu Sakramentowi), Świętemu Krzyżowi, św. Antoniemu Opatowi (pierwotnie Matce Bożej Wniebowziętej), ofiarom Wielkiej Wojny (pierwotnie śś. Antoniemu Padewskiemu i Bernardynowi ze Sieny) i Matce Bożej Niepokalanie Poczętej (pierwotnie św. Hieronima). Organy umieszczono w ostatniej z kaplic, pierwotnie poświęconej św. Domninowi. Kaplicę poświęcona ofiarom wojny pokrywają neogotyckie freski z 1926 roku, a na jej środku ustawiono figurę żołnierza leżącego u stóp Jezusa Chrystusa, wykonaną w 1925. Eksponowany jest w niej: srebrny krzyż procesyjny z 1524 oraz srebrny relikwiarz św. Błażeja z 1540. Kaplicę NMP Niepokalanie Poczętej zdobią freski przedstawiające doktorów Kościoła z lat 1538–1539 autorstwa Michelangela Anselmiego, a drewniana figurę Maryi Dziewicy wykonał na początku XVIII wieku Angelo Piò.

## Galeria

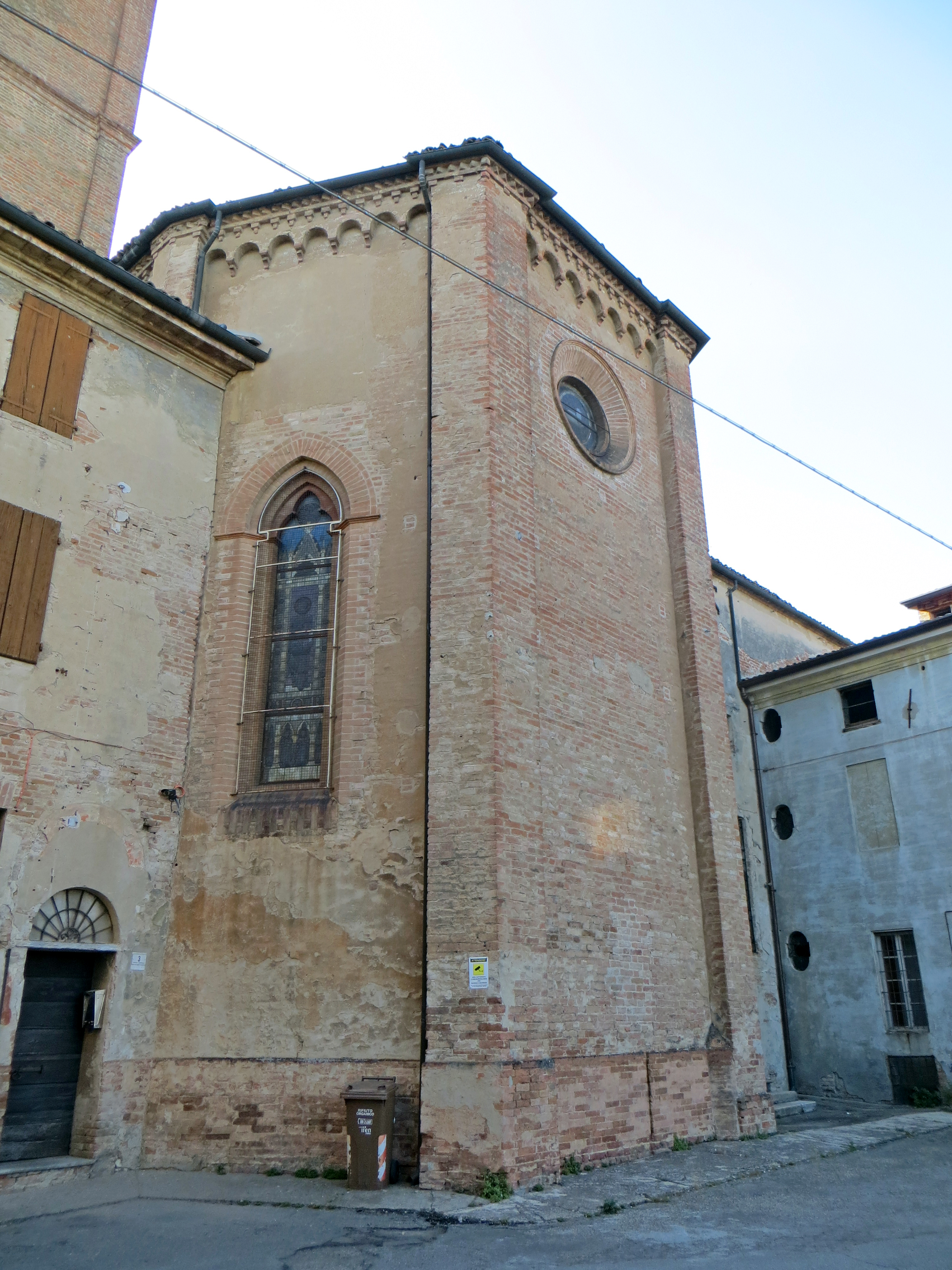
Absyda
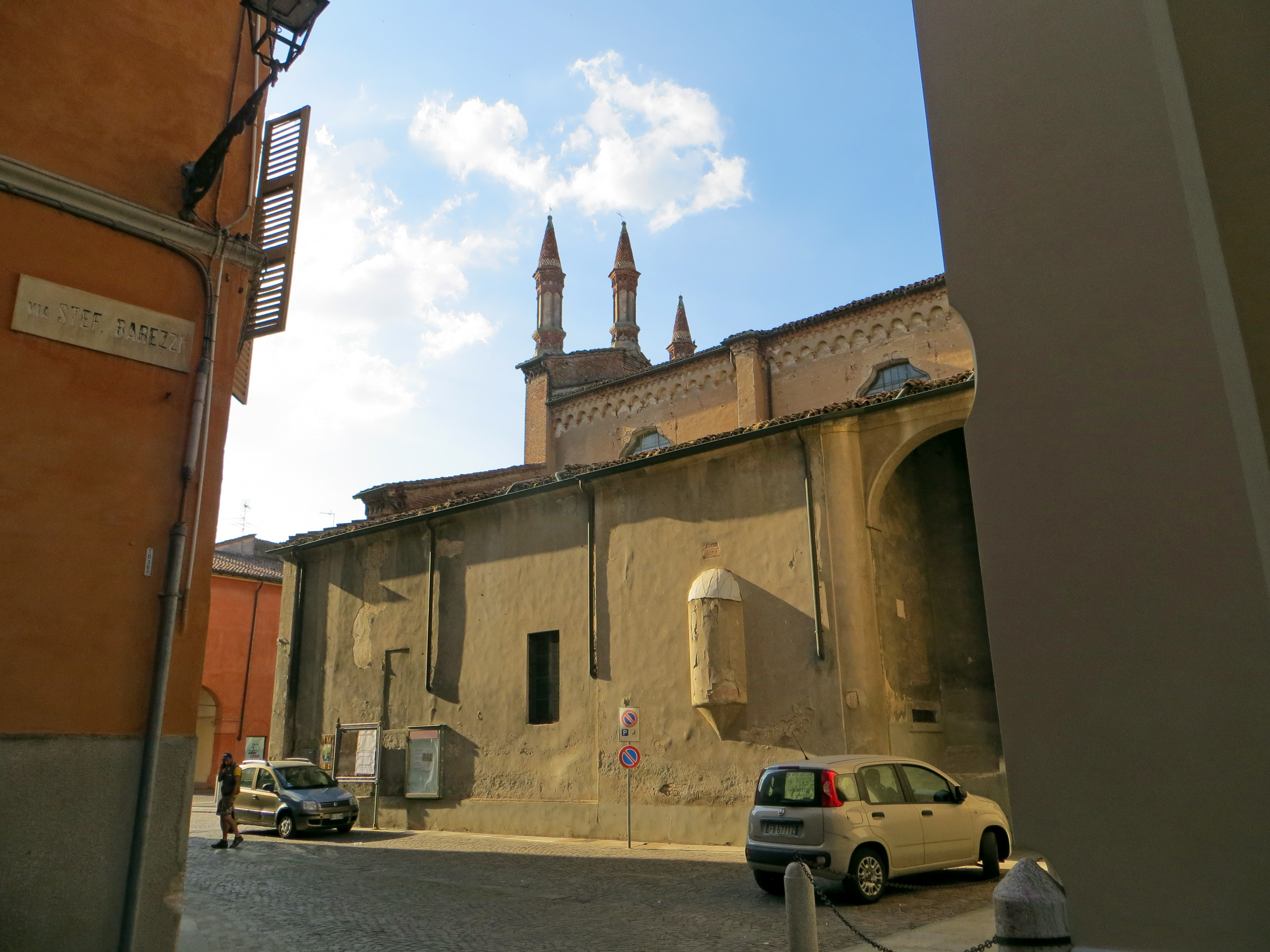
Widok z południa
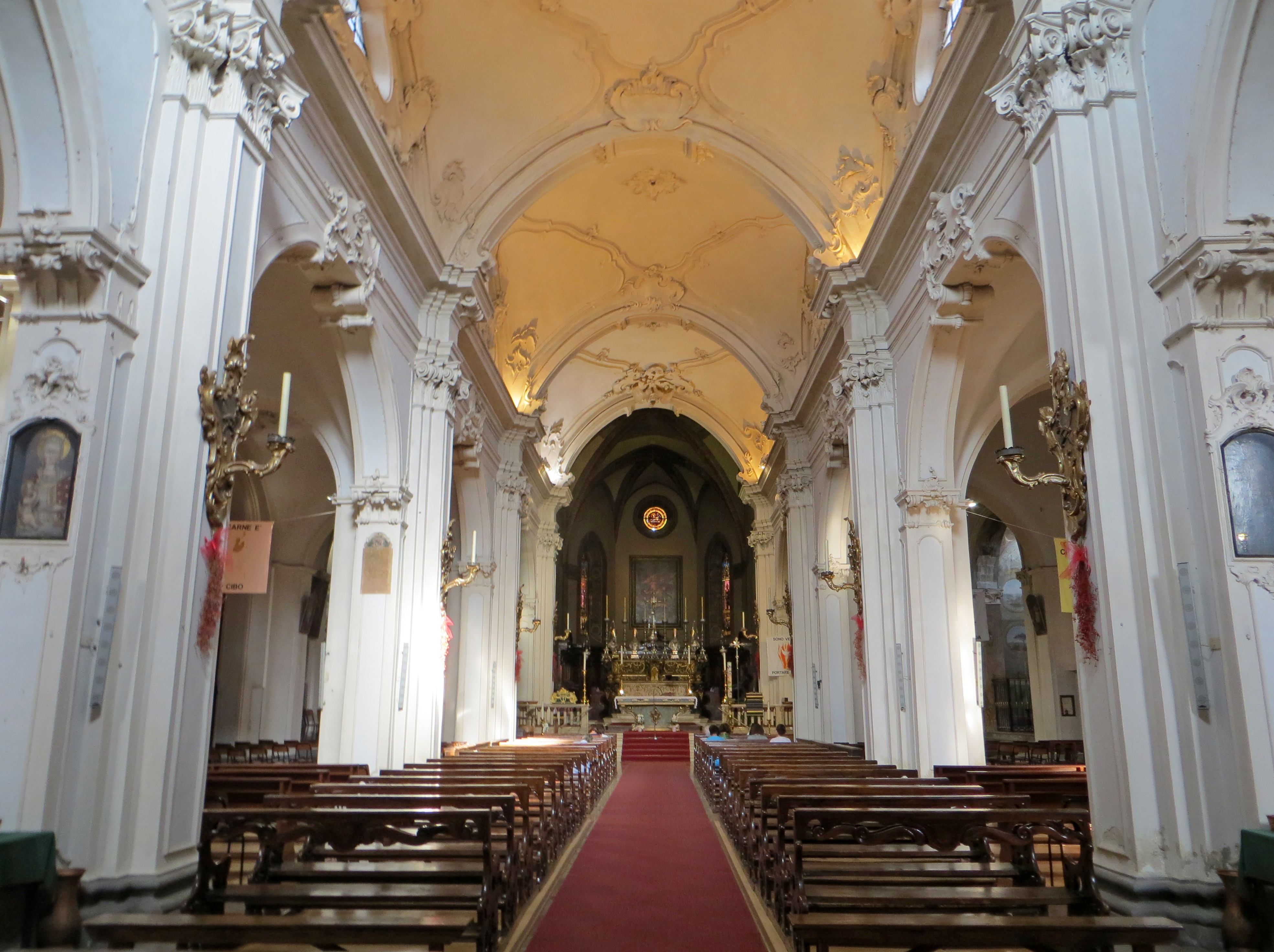
Wnętrze
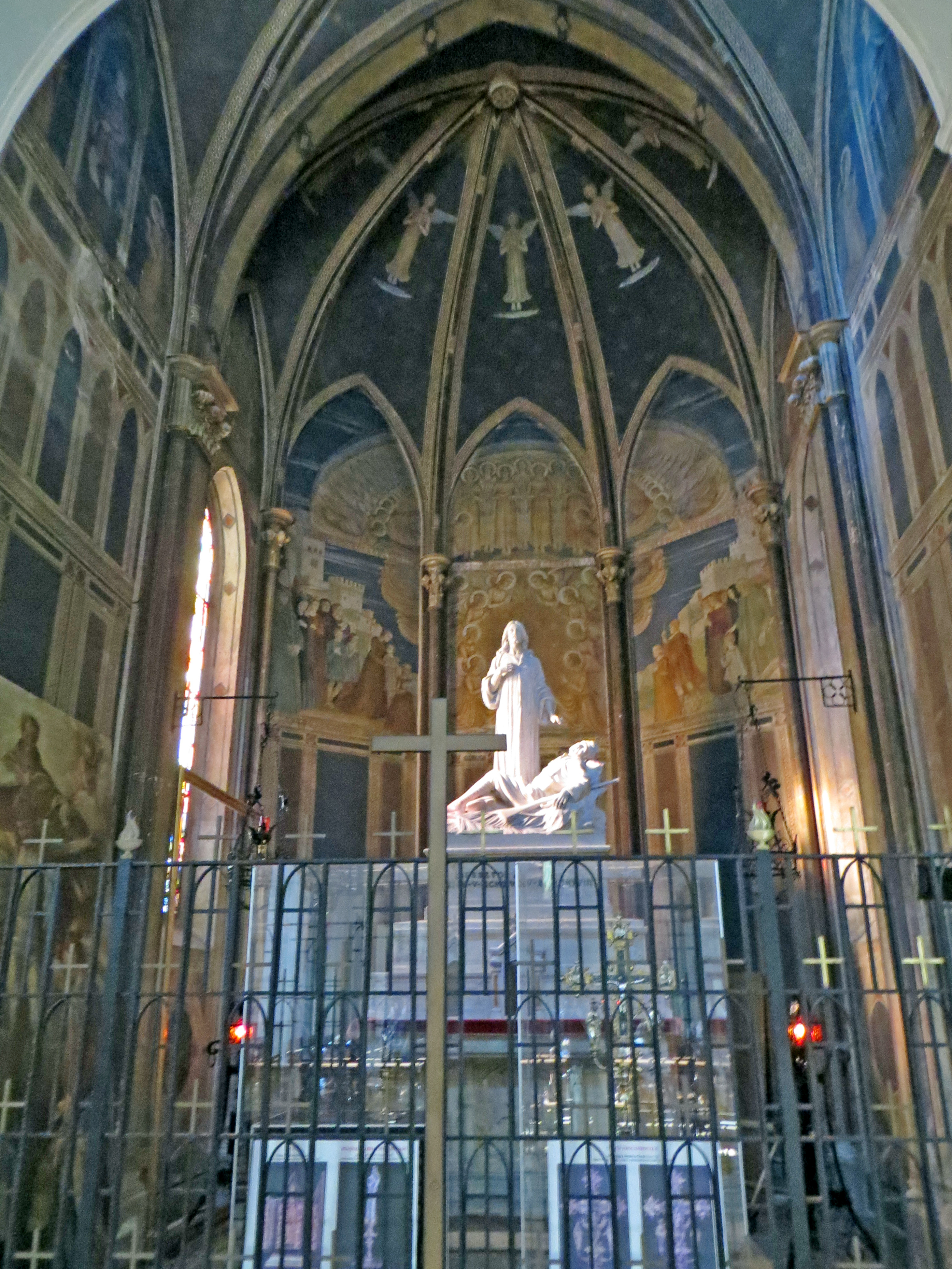
Kaplica ofiar wielkiej wojny
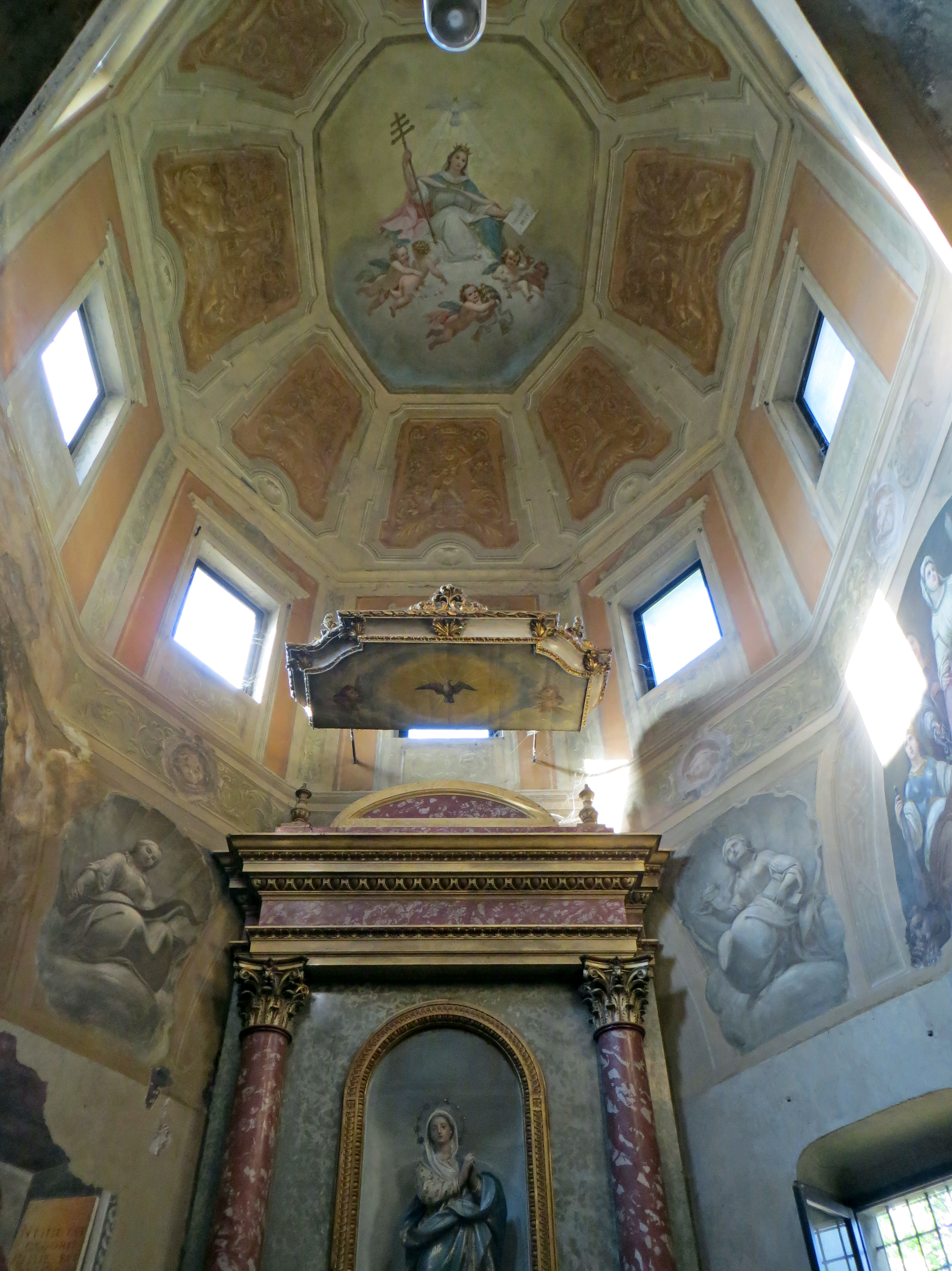
Kaplica Matki Bożej Niepokalanie Poczętej